# Josef Gnapp

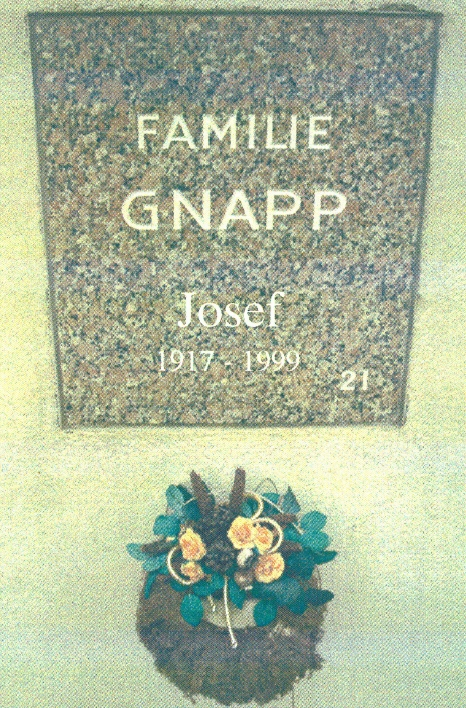
Grabstätte von Josef Gnapp

Josef Gnapp (Ps. Knapp) (* 27. August 1917 in Wien; † 12. Februar 1999 ebenda) bildete mit Bobby Pirron das kabarettistische Musikerduo Pirron und Knapp.

## Leben
Sein erlernter Beruf war Eisengießer. Durch Max Lustig kamen die beiden zusammen und bildeten mit dem Namen Pirron und Knapp ein Gesangsduo, welches nach dem Vorbild von Wondra und Zwickl witzige Schnellsprechlieder und Doppelplaudereien mit Liedern zum Besten gab. Sie wurden in ganz Österreich durch das Radio sehr populär. Das Duo bestand von 1946 bis 1961 und trennte sich dann nach Streitereien, wonach Pirron eine Solokarriere begann und Knapp als Versicherungsangestellter tätig war. 
Anlässlich der Verleihung der Österreichischen Goldenen Schallplatte kam es 1984 zur letzten Begegnung, bei der sie einander weder die Hände reichten, noch miteinander sprachen. 
Seine letzte Ruhestätte befindet sich auf dem Inzersdorfer Friedhof (Gruppe W5B. Nummer 21) in Wien.